# Реале, Джованни
Джова́нни Реа́ле (итал. Giovanni Reale; 15 апреля 1931, Кандия-Ломеллина, Италия — 15 октября 2014, Луино, Италия) — итальянский философ и историк философии, специалист по античной философии. Профессор. Автор многих работ.

## Биография
Окончил Католический университет Святого Сердца в Милане, затем учился в Марбургском университете и Мюнхенском университете.
Несколько лет был профессором Пармского университета, затем с 1972 года многолетний профессор истории античной философии альма-матер, где основатель Центра метафизических исследований.
С 2005 года преподавал на новом факультете философии в Università Vita-Salute San Raffaele в Милане.
Среди его учеников Джузеппе Джирдженти и другие.
Соавтор (с Дарио Антисери) многотомного учебника «Западная философия от истоков до наших дней» (1-е изд. 1983), переведённого и на русский язык (СПб., 1994—96), а также другие языки, в частности китайский.

## Награды
Почётный профессор МГУ (2002) и Люблинского католического университета имени Иоанна Павла II.
Почётный гражданин Сиракуз.
Кавалер Большого креста ордена «За заслуги перед Итальянской Республикой» (2011).

## Научные труды
- Il concetto di filosofia prima e l'unità della Metafisica di Aristotele, Vita e Pensiero[итал.], Milan (1961), then Bompiani[итал.], Milan (2008)
- Introduzione a Aristotele, Laterza[итал.], Bari (1974)
- Storia della filosofia antica, 5 volumi, Vita e Pensiero[итал.], Milan (1975, reissued several times)
- Il pensiero occidentale dalle origini ad oggi, La Scuola[итал.], Brescia (1983)
- Per una nuova interpretazione di Platone, CUSL, Milan (1984), then Vita e Pensiero[итал.], Milan (2003)
- Introduzione a Introduzione a Proclo, Laterza[итал.], Bari (1989)
- Filosofia antica, Jaca Book[итал.], Milan (1992)
- Saggezza antica, Cortina[итал.], Milan (1995)
- Eros demone mediatore, Rizzoli[итал.], Milan (1997)
- Platone. Alla ricerca della sapienza segreta, Rizzoli[итал.], Milan (1997), then Bompiani, Milan (2005)
- Guida alla lettura della Metafisica di Aristotele, Laterza[итал.], Bari (1997)
- Raffaello: La "Disputa", Rusconi[итал.], Milan (1998)
- Corpo, anima e salute, Cortina[итал.], Milan (1999)
- Socrate. Alla scoperta della sapienza umana, Rizzoli[итал.], Milan (1999)
- Il pensiero antico, Vita e Pensiero[итал.], Milan (2001)
- La filosofia di Seneca come terapia dei mali dell'anima, Bompiani[итал.], Milan (2003)
- Radici culturali e spirituali dell'Europa, Cortina[итал.], Milan (2003)
- Storia della filosofia greca e romana, 10 volumi, Bompiani[итал.], Milan (2004)
- Valori dimenticati dell'Occidente, Bompiani[итал.], Milan (2004)
- L'arte di Riccardo Muti e la Musa platonica, Bompiani[итал.], Milan (2005)
- Come leggere Agostino, Bompiani[итал.], Milan (2005)
- Karol Wojtyla un pellegrino dell'assoluto, Bompiani[итал.], Milan (2005)
- Autotestimonianze e rimandi dei Dialoghi di Platone alle "Dottrine non scritte", Bompiani[итал.], Milan (2008)
- Storia del pensiero filosofico e scientifico, La Scuola[итал.], Brescia (2012)
- Cento anni di filosofia. Da Nietzsche ai nostri giorni, La Scuola[итал.], Brescia (2015)